# Molophilus dooraganensis
Molophilus dooraganensis là một loài ruồi trong họ Limoniidae. Chúng phân bố ở miền Australasia.